# Smoke City (bande dessinée)
Pour les articles homonymes, voir Smoke City.
 (février 2017).
Si vous disposez d'ouvrages ou d'articles de référence ou si vous connaissez des sites web de qualité traitant du thème abordé ici, merci de compléter l'article en donnant les références utiles à sa vérifiabilité et en les liant à la section « Notes et références ».
Smoke City est une série de bande dessinée.
- Scénario : Mathieu Mariolle
- Dessins et couleurs : Benjamin Carré

## Synopsis
Carmen, voleuse notoire, retrouve ses anciens complices pour les convaincre de monter à nouveau un coup. Détail piquant, c’est elle qui les a trahis six ans auparavant. Elle leur propose de voler une momie pour le compte d’un riche collectionneur. Pour ce faire, le commanditaire exige la reconstitution de la bande à l’identique. Mais ce qui devait être l’affaire du siècle se révèle être une arnaque à l’assurance …

## Albums
- Tome 1 (2007)
- Tome 2 (2010)

## Publication

### Éditeurs
- Delcourt (Collection Neopolis) : Tome 1 (mars 2007).
- Delcourt (Collection Neopolis) : Tome 2 (juin 2010).